# 岡崎市竜美丘会館

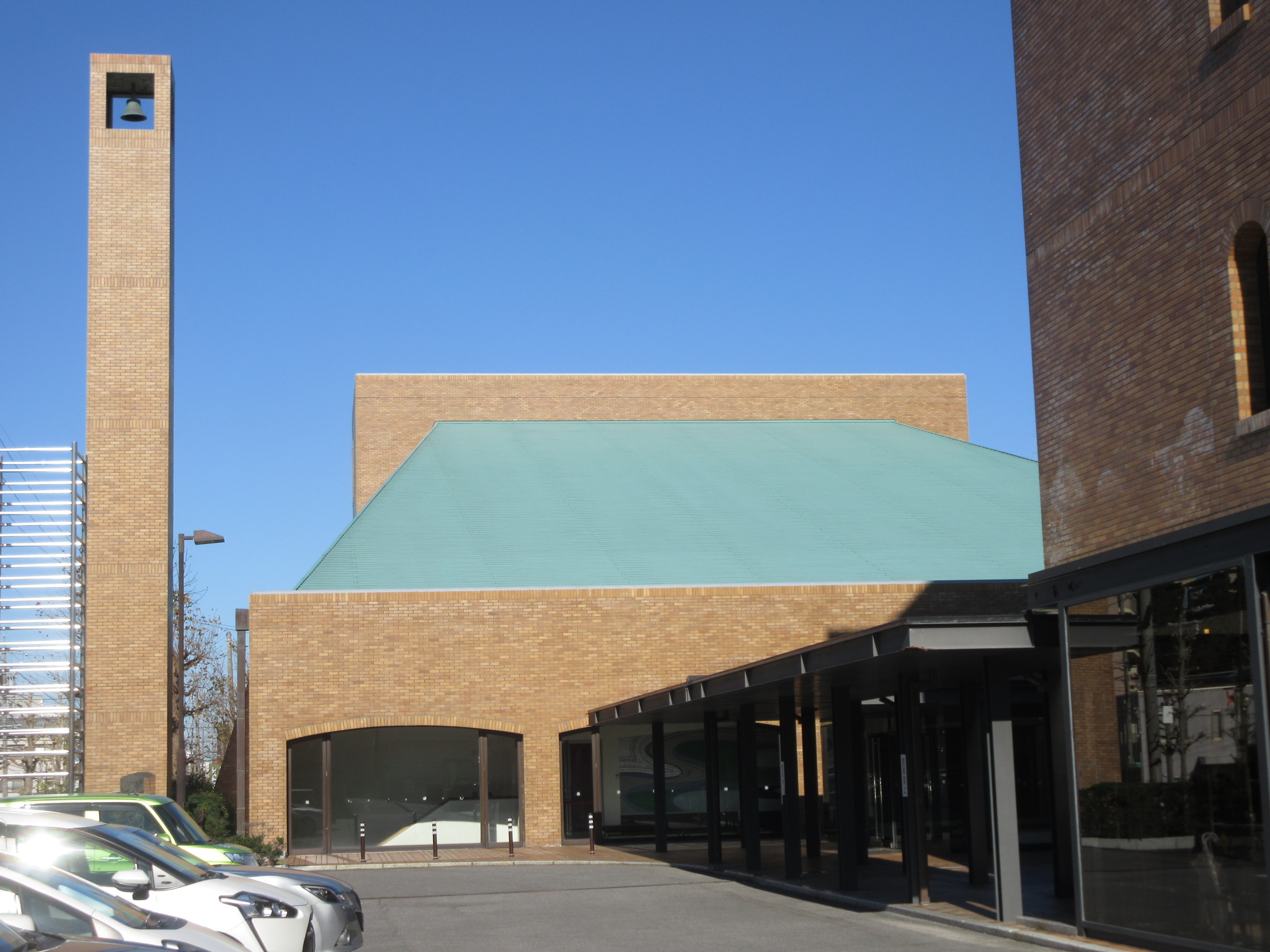
ホール棟。1日2回鳴っていた塔の鐘は近隣住民の要望により、1990年以降止められた。

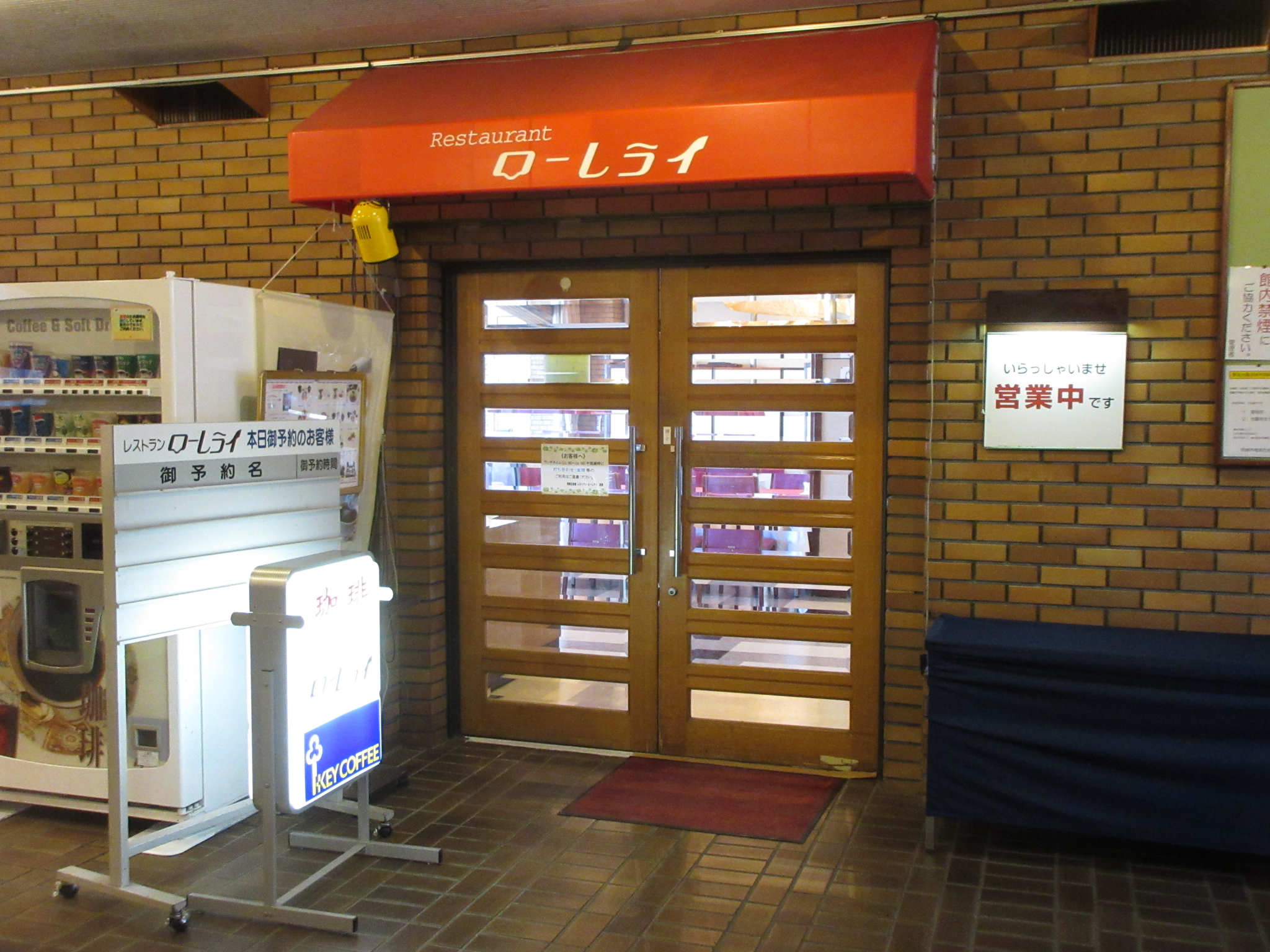
レストラン・ローレライ

岡崎市竜美丘会館（おかざきし たつみがおかかいかん）は、愛知県岡崎市東明大寺町にある公共の文化施設。

## 沿革・概要
1978年（昭和53年）、ユネスコは翌年に国際児童年を宣言すると発表。これに伴い、岡崎市は国際児童年記念事業として、明大寺町北中平地（現在の東明大寺町）に総合文化施設を建設することを決定した。同年、マキタ元会長の後藤十次郎は事業費として1億円を市に寄付（後藤は同年に死去）。
北側の乙川が蛇行する景色から、ドイツの「ローレライ」を流れるライン川に見立てて、随所に西洋の建築様式が取り入れられた。竜美丘会館はホール棟と本館棟の2つの建物に分かれる。1979年（昭和54年）3月末にホール棟の工事が着工した。ホール棟の総事業費は6億4,000万円。そのうち1億円は後藤の寄付で、200万円は社会福祉法人米山寮の創設者の米山起努子の寄付でまかなわれた。
1980年（昭和55年）3月1日、ホール棟が完工、オープン。高さ20メートルほどの塔も建てられた。塔上部には鐘があり、外壁南側と北側の2カ所に設置された時計の針に連動して鳴る仕組みになっていた。
1982年（昭和57年）4月23日、本館棟がオープン。本館棟の総事業費は約8億6,000万円。乙川の川沿いの道と車道（竜美丘会館通り）に高低差があるため、車道から入った階がすなわち2階である。
塔の鐘は1日に2回、朝晩に鳴っていたが、1990年代に入ると、近隣住民からの要望で止められた。2009年（平成21年）のホール棟の改装時に塔の時計の針と文字盤が外されたため、現在は音の鳴らない鐘が形だけ残っている。 
一般社団法人岡崎パブリックサービスとサンエイ株式会社の共同事業体が、指定管理者として管理運営にあたっている。
利用時間は9:00～21:30（準備・片付けを含めた利用時間は、8:30～22:30）。休館日は12月29日から1月3日まで。

## 施設の案内

### ホール
| 階 | 区分   | 備考               |
| -- | ------ | ------------------ |
| 2F | ホール | 2階固定椅子：188席 |
| 1F | ホール | 1階移動椅子：820席 |

### 本館
| 階 | 区分                            | 区分                            | 区分                            | 備考                  |
| -- | ------------------------------- | ------------------------------- | ------------------------------- | --------------------- |
| 5F | 501号室（85名）                 | 502号室（20名）                 | 503号室（12名）                 |                       |
| 4F | 末広の間（108名）               | 福寿の間（10名）                | 蓬菜の間 （6名）                |                       |
| 3F | 301号室（72名）                 | 302号室 （30名）                | 303号室（30名）                 |                       |
| 2F | レストラン・ローレライ（100名） | レストラン・ローレライ（100名） | レストラン・ローレライ（100名） | 営業時間は9:30～17:30 |
| 1F | 駐車場                          | 駐車場                          | 駐車場                          | 約180台               |

## アクセス
- 自動車：東名高速道路「岡崎インターチェンジ」から約10分、乙川橋を渡り信号「大西3丁目」の交差点で右折後約1Km。
- 名鉄バス：名鉄名古屋本線「東岡崎駅」9番乗り場から「JR岡崎駅前」行に乗り約5分、「竜美丘会館前」停留所下車。
- 名鉄バス：JR東海道本線「岡崎駅」から「日名町」行に乗り約15分、「竜美丘会館前」停留所下車。
- 徒歩：名鉄名古屋本線「東岡崎駅」北口より東へ約15分（1.2Km）。